# BUX (indice boursier)
Pour les articles homonymes, voir BUX.

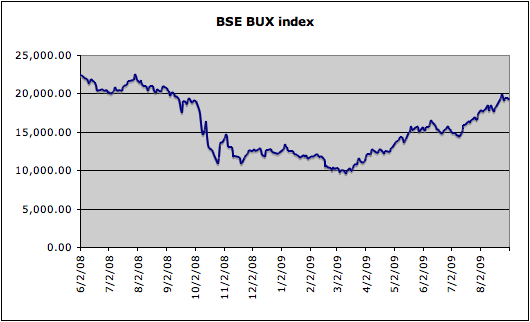
Évolution du BUX de juin 2008 à août 2009

Le BUX est le principal indice de la bourse de Budapest. Il est déterminé à partir des cours de 13 entreprises hongroises en 2009.

## Corrélation avec les autres bourses
Les performances annuelles de l'indice BUX se sont rapprochées de celles du Dow Jones, du DAX, du CAC 40 et du Footsie, les grands marchés boursiers étant de plus en plus dépendants les uns des autres depuis une quinzaine d'années.

## Composition
- MOL (28,30 %)
- OTP (26,99 %)
- Magyar Telekom (17,62 %)
- Richter (19,61 %)
- FHB (1,27 %)
- Egis (3,08 %)
- Fotex (0,85 %)
- Rába (0,50 %)
- PannErgy (0,71 %)
- Émász (0,46 %)
- Synergon (0,28 %)
- TVK (0,18 %)
- econet.hu (0,15 %)

## Référence
- « Composition of the BUX basket », Budapest Stock Exchange, 25 mai 2009